# Estany de les Truites
Estany de les Truites ist ein Gebirgssee in der Bergregion Coma Pedrosa im Fürstentum Andorra.
Er befindet sich auf einer Höhe von 2263 Meter über Meereshöhe in unmittelbarer Nähe zur Schutzhütte Refugi de Coma Pedrosa im Gemeindegebiet von La Massana. Der Name les Truites bedeutet in deutscher Sprache Forelle, die Truita fario Seeforellen, die in dem sauerstoffreichen See Estany de les Truites vorkommen, gaben dem See den Namen.
Der See wird durch unbenannte Quellen und Schmelzwasser gespeist und durch eine künstlich angelegte Staumauer aufgestaut. Das Seewasser fließt östlich über den Riu de Goma ab, der bei St. Gothard in den Riu Pollós mündet. Der See ist über eine Wanderroute vom Parkplatz Aparcament Estació d'esquí d'Arinsal in 1900 Meter Höhe aus in rund zwei Stunden Fußmarsch zu erreichen.